# Bisarhalli, Koppal
Bisarhalli là một làng thuộc tehsil Koppal, huyện Koppal, bang Karnataka, Ấn Độ.